# 12. Europejski Puchar Mistrzów w Brydżu Sportowym
12. Europejski Puchar Mistrzów w Brydżu Sportowym (12th European Champions’ Cup) − zawody brydżowe, które były rozgrywane w Opatija (Chorwacja) w dniach 14-17 listopada 2013 roku.
Miejsca medalowe zdobyły:
1. Włochy G.S. Allegra: Maria Teresa Lavazza, Norberto Bocchi, Giorgio Duboin, Guido Ferraro, Agustin Madala, Antonio Sementa;
2. Bułgaria K1: Iwan Nanew, Wiktor Aronow, Diana Damjanowa, Rosen Gunew, Julijan Stefanow;
3. Polska Ruch SA AZS Politechnika Wrocław : Stanisław Gołębiowski, Piotr Gawryś, Michał Klukowski, Michał Kwiecień, Włodzimierz Starkowski, Piotr Tuczyński.

## Poprzedni zwycięzcy
W poprzednich, 11. zawodach, które odbyły się w Ejlacie, (Izrael) w okresie 15..18 listopada 2012 roku medalowe miejsca zdobyły:
1. Włochy G.S. Allegra: Norberto Bocchi, Giorgio Duboin, Guido Ferraro, Maria Teresa Lavazza, Agustin Madala, Antonio Sementa;
2. Włochy Angelini:  Francesco Angelini, Leonardo Cima, Benito Garozzo, Valerio Giubilo, Lorenzo Lauria, Alfredo Versace;
3. Monako Monaco FM: Fulvio Fantoni, Geir Helgemo, Tor Helness, Franck Multon, Claudio Nunes, Pierre Zimmermann.

W 11. ECC startowała polska drużyna (Consus Kalisz), która zdobyła 9. miejsce.

## Format zawodów
- Do zawodów zostało zaproszonych 12 teamów;
- teamy podzielono na dwie grupy i miały do rozegrania rundę eliminacyjną w postaci meczów każdy z każdym (20 rozdań). Uzyskane punkty IMP tych meczów były przeliczane na VP w skali 0–20;
- Z każdej grupy do półfinału A awansowały po 2 pierwsze teamy z każdej grupy, dwie następne do półfinału B a kolejne dwie do półfinału C. W półfinałach rozegrano 48 rozdań: 3 sesje po 16 rozdań;
- Zwycięzcy półfinału A rozgrywali 48 rozdaniowy finał (3* 16), który decydował o zwycięstwie w zawodach. Przegrane teamy rozegrały 32 rozdaniowy (2* 16) mecz o 3. miejsce;
- Zwycięzcy półfinałów B i C rozegrały 32 rozdaniowe (2* 16) mecze odpowiednio o 5. i 9. miejsca. Przegrani półfinałów B i C nie rozgrywali dalszych pojedynków;
- Zdobywcy 3 pierwszych miejsc (oprócz nagród pieniężnych) otrzymali odpowiednio złoty, srebrny i brązowe medale;
- Zwycięzcy otrzymali ponadto Puchar oraz tytuł Klubowego Mistrza Europy (European Champion Club);
- Zwycięzcy będą również (automatycznie) uczestnikami następnej edycji zawodów (w roku 2014) i będą bronić tytułu.

## Uczestnicy zawodów
1. Anglia Hinden: David Burn, Frances Hinden, Graham Osborne, Nicklas Sandqvist;
2. Bułgaria K1: Iwan Nanew, Wiktor Aronow, Diana Damjanowa, Rosen Gunew, Julijan Stefanow;
3. Chorwacja DR. Jurica Tomljenovic Bridge Club: Goran Borevković, Tihana Brkljačić, Esad Kulović, Marina Pilipović, Ognjen Staničić, Miro Tesla;
4. Holandia BC 't Onstein: Simon de Wijs, Bauke Muller, Ricco van Prooijen, Louk Verhees Jr.;
5. Izrael Bareket-Israeli National Champion: Ilan Bareket, Michael Barel, Assaf Lengy, Ron Pachtman, Bar Tarnovski, Zack Yaniv;
6. Monako Monaco FMB: Fulvio Fantoni, Geir Helgemo, Tor Helness, Franck Multon, Claudio Nunes, Pierre Zimmermann;
7. Niemcy Bamberger Reiter: Michael Gromoeller, Jörg Fritsche, Helmut Häusler, Andreas Kirmse, Martin Rehder, Roland Rohowsky;
8. Polska Ruch SA AZS Politechnika Wroclaw : Stanisław Gołębiowski, Piotr Gawryś, Michał Klukowski, Michał Kwiecień, Włodzimierz Starkowski, Piotr Tuczyński;
9. Rosja BC Real: Aleksandr Dubinin, Evgeny Gladysh, Andriej Gromow, Michaił Krasnosielski, Lorenzo Lauria, Alfredo Versace;
10. Szwecja Storsjöbygden BK: Bo Sundell, Olle Axne, Hans-Ove Sandin, Leif Trapp;
11. Włochy Asd Bridge Reggio Emilia:  Ezio Fornaciari, Mauro Basile, Amedeo Comella, Carla Gianardi, Aldo Mina, Gianni Ruspa;
12. Włochy G.S. Allegra: Maria Teresa Lavazza, Norberto Bocchi, Giorgio Duboin, Guido Ferraro, Agustin Madala, Antonio Sementa.

## Transmisje z zawodów
Wszystkie sesje zawodów były transmitowane w internecie poprzez BBO. Była jednoczesna transmisja z 6 stołów (trzy mecze).
Będą następujące transmisje:
- W czwartek, 14 listopada 1700: runda 1;
- W czwartek, 14 listopada 2115: runda 2;
- W piątek, 15 listopada 1000: runda 3;
- W piątek, 15 listopada 1400: runda 4;
- W piątek, 15 listopada 1710: runda 5;
- W sobotę, 16 listopada 1030: półfinał, sesja 1;
- W sobotę, 16 listopada 1400: półfinał, sesja 2;
- W sobotę, 16 listopada 1640: półfinał, sesja 3;
- W niedzielę, 17 listopada 1030: finał, sesja 1.
- W niedzielę, 17 listopada 1400: finał, sesja 2.
- W niedzielę, 17 listopada 1640: finał, sesja 3.

## Wyniki zawodów

### Rozgrywki w grupach
Po rundzie „każdy z każdym” drużyny zdobyły następujące ilości punktów:
| Grupa A | Grupa A          | Grupa A |
| M       | Drużyna          | Wynik   |
| ------- | ---------------- | ------- |
| 1       | G.S. Allegra     | 86.46   |
| 2       | K1               | 68.17   |
| 3       | Monaco Fmb       | 48.06   |
| 4       | Bareket          | 40.87   |
| 5       | Storsjobygden BK | 39.99   |
| 6       | Hinden           | 17.03   |

| Grupa B | Grupa B                  | Grupa B |
| M       | Drużyna                  | Wynik   |
| ------- | ------------------------ | ------- |
| 1       | Asd Reggio Emilia        | 60.08   |
| 3       | Ruch SA AZS PWR Wroclaw  | 58.28   |
| 4       | Bridge Club Real         | 56.64   |
| 2       | BC'T Onstein             | 56.53   |
| 5       | Dr J. Tomljenovic Bridge | 37.89   |
| 6       | Bamberger Reiter         | 30.58   |

### Rozgrywki półfinałowe
W rozgrywkach półfinałowych drużyny uzyskały następujące wyniki:
| Półfinały | Półfinały                | Półfinały | Półfinały | Półfinały | Półfinały | Półfinały |
| Poziom    | Drużyna                  | 1         | 2         | Σ         | 3         | Σ         |
| --------- | ------------------------ | --------- | --------- | --------- | --------- | --------- |
| 1..4      | G.S. Allegra             | 40        | 25        | 65        | 41        | 106       |
| 1..4      | Ruch SA AZS PWR Wroclaw  | 16        | 20        | 36        | 31        | 88        |
| 1..4      | Asd Reggio Emilia        | 34        | 44        | 78        | 4         | 82        |
| 1..4      | K1                       | 38        | 21        | 59        | 29        | '88       |
| 5..8      | Monaco Fmb               | 51        | 27        | 78        | 24        | 102       |
| 5..8      | BC'T Onstein             | 21        | 20        | 41        | 33        | 74        |
| 5..8      | Bridge Club Real         | 47        | 6         | 53        | 34        | 87        |
| 5..8      | Bareket                  | 27        | 44        | 71        | 23        | 94        |
| 9..12     | Storsjobygden BK         | 41        | 21        | 62        | 34        | 96        |
| 9..12     | Bamberger Reiter         | 47        | 41        | 96        | 17        | 113       |
| 9..12     | Dr J. Tomljenovic Bridge | 27        | 31        | 58        | 16        | 74        |
| 9..12     | Hinden                   | 72        | 45        | 117       | 44        | 161       |

### Runda finałowa
| Miejsca 3-4, 5-6 i 9-10 | Miejsca 3-4, 5-6 i 9-10 | Miejsca 3-4, 5-6 i 9-10 | Miejsca 3-4, 5-6 i 9-10 | Miejsca 3-4, 5-6 i 9-10 |
| Poziom                  | Drużyna                 | 1                       | 2                       | Σ                       |
| ----------------------- | ----------------------- | ----------------------- | ----------------------- | ----------------------- |
| 3-4                     | Ruch SA AZS PWR Wroclaw | 79                      | 52                      | 131                     |
| 3-4                     | Asd Reggio Emilia       | 32                      | 23                      | 55                      |
| 5-6                     | Monaco Fmb              | 41                      | 64                      | 105                     |
| 5-6                     | Bareket                 | 36                      | 13                      | 49                      |
| 9-10                    | Bamberger Reiter        | 11                      | 6                       | 17                      |
| 9-10                    | Hinden                  | 44                      | 37                      | 81                      |

| Finał        | Finał | Finał | Finał | Finał | Finał |
| Drużyna      | 1     | 2     | Σ     | 3     | Σ     |
| ------------ | ----- | ----- | ----- | ----- | ----- |
| G.S. Allegra | 57    | 62    | 119   | 52    | 171   |
| K1           | 22    | 23    | 45    | 17    | 62    |